# Forestville (Nova York)
Forestville és una població dels Estats Units a l'estat de Nova York. Segons el cens del 2000 tenia 770 habitants.

## Demografia
Segons el cens del 2000, Forestville tenia 770 habitants, 304 habitatges, i 209 famílies. La densitat de població era de 303,4 habitants/km².
Dels 304 habitatges en un 30,3% hi vivien nens de menys de 18 anys, en un 51% hi vivien parelles casades, en un 11,8% dones solteres, i en un 31,3% no eren unitats familiars. En el 25% dels habitatges hi vivien persones soles el 10,5% de les quals corresponia a persones de 65 anys o més que vivien soles. El nombre mitjà de persones vivint en cada habitatge era de 2,51 i el nombre mitjà de persones que vivien en cada família era de 2,99.
Per edats la població es repartia de la següent manera: un 25,5% tenia menys de 18 anys, un 6,9% entre 18 i 24, un 28,7% entre 25 i 44, un 24% de 45 a 60 i un 14,9% 65 anys o més.
L'edat mediana era de 37 anys. Per cada 100 dones de 18 o més anys hi havia 97,9 homes.
La renda mediana per habitatge era de 32.778 $ i la renda mediana per família de 41.042 $. Els homes tenien una renda mediana de 32.159 $ mentre que les dones 25.139 $. La renda per capita de la població era de 15.993 $. Entorn del 4,8% de les famílies i el 10,2% de la població estaven per davall del llindar de pobresa.

## Poblacions més properes
El següent diagrama mostra les poblacions més properes.